# Палаццо Корсини аль Парионе
Не путать с Палаццо Корсини в Риме
Палаццо Корсини аль Парионе (итал. Palazzo Corsini al Parione) — частный дворец (итал. рalazzo — дворец) во Флоренции. Расположен в центре города на улице Лунгарно Корсини (итал. Lungarno — «Набережная Арно») с фасадом, обращённым в сторону реки Арно.

## История
Корсини (Corsini) — знатный флорентийский род, известный с XIII века. Филиппо Корсини был возведён папой Урбаном VIII в маркизы (мarchese). Его внук, кардинал Лоренцо Корсини занял в 1730 году папский престол под именем Климента XII. Богатство семьи обеспечивало банковское дело, особенно за границей, в частности в Лондоне, где «Banco Corsini» стал одним из самых важных финансовых учреждений британской столицы. Накопленное богатство семья инвестировала в многочисленные земли в Италии.
Палаццо Корсини является одним из важных памятников истории и культуры Флоренции. На земле, где располагается дворец, в разное время находились различные здания, самое известное из которых — Казино дель Парионе (итал. Casino — маленький домик) с парком Парионе (название местности). Казино было подарено сначала маркизу Мариньяно, затем Джованни Медичи, незаконнорожденному сыну великого герцога Тосканы Козимо I Медичи и Элеоноры дельи Альбицци. В 1621 году дворец перешёл к кардиналу Джован Карло Медичи, а в 1640 году был продан Маддалене Макиавелли.
Бартоломео Корсини (сын Маддалены Макиавелли) в 1656 году начал строительство нового дворца при участии нескольких архитекторов, сменявших друг друга. Дворец до сих пор принадлежит семье Корсини. В нём проживают потомки знаменитой семьи. Палаццо используется также для проведения выставок и мероприятий, таких как Биеннале антиквариата (в прошлом проводились в Палаццо Строцци).

## Архитектура

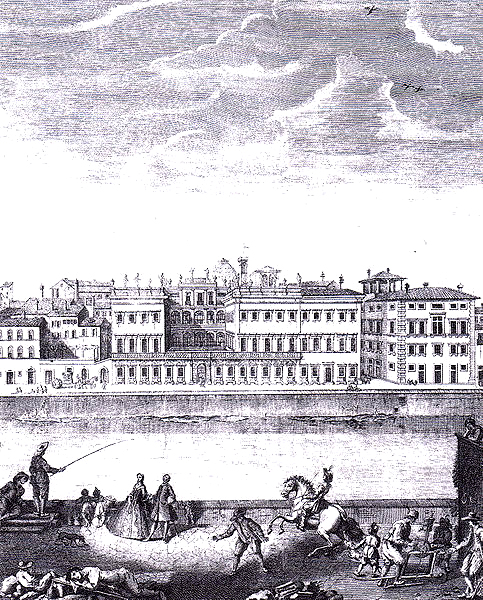
Дж. Дзокки. Вид Палаццо Корсини во Флоренции. Ок. 1744. Офорт

Дворец построен в стиле позднего барокко, он состоит из трёх основных корпусов, его боковые крылья обращены к реке. Со стороны реки крылья дворца соединены центральной террасой с балюстрадой, за которой находится внутренний двор. В верхней части здание украшено каменными статуями и вазонами из терракоты.
Первыми архитекторами были Альфонсо Париджи Младший, а затем, до 1671 года, Фердинандо Такка, вероятно, ему принадлежит проект фасада центральной части дворца. Позднее работами руководил Герардо Сильвани. После смерти Сильвани в 1685 году его сменил сын архитектора Пьер Франческо и Антонио Мария Ферри, которому принадлежит большая часть того, что мы видим сегодня: три корпуса, сочленённые вокруг центрального двора, фасад, выходящий на Лунгарно. Эффектную внутреннюю лестницу устроил Пьер Франческо Сильвани. Проект полностью так и не был реализован, о чём говорит асимметрия боковых корпусов.

## Интерьеры дворца
Во двор палаццо можно попасть через портал, увенчанный гербом рода Корсини. Из центрального двора можно пройти по винтовой лестнице работы архитектора Сильвани и монументальной лестнице Ферри. Последняя украшена неоклассическими статуями и увенчана на первом этаже статуей Папы Климента XII, урождённого Лоренцо Корсини, созданной Карло Мональди и помещенной здесь в 1737 году. Отделка интерьеров, выполненная в период с 1692 по 1700 годы, и по сей день предстает во всей первоначальной красе, являясь примером флорентийского искусства рубежа XVII—XVIII веков.
В числе художников, выполнявших оформление помещений палаццо, особое место занимают Якопо Кьявистелли, Антон Доменико Габбиани, Алессандро Герардини и Пьетро Дандини.
Первый этаж дворца, состоящий из «Летних Апартаментов» и «Зала Нимфея», являет собой наиболее романтическую и изысканную часть палаццо Корсини. Здесь есть великолепные фрески и причудливый Грот, созданный архитектором Антонио Ферри между 1692 и 1698 годами совместно со стуккатором Карло Марчеллини и живописцами Ринальдо Ботти и Алессандро Герардини.
Многочисленные комнаты и залы дворца полны оригинальных фресок, лепных украшений и мебели. На первом этаже находится лоджия с фресками, написанными между 1650 и 1653 годами Алессандро Рози и Бартоломео Нери. Неподалёку находится величественный Тронный зал, грандиозных размеров и богато украшенный, с колоннами и пилястрами вдоль стен, с верхней галереей античных статуй и с бюстами известных персон XVIII века. На потолке — фреска с изображением Апофеоза Дома Корсини работы Антона Доменико Габбиани. Плафон Бального зала расписан фресками Алессандро Герардини. Следующие комнаты представляют собой анфиладу помещений с фресками, написанными между 1692 и 1700 годами Антоном Доменико Габбиани, Козимо Уливелли, Пьером Дандини, Джованни Пассанти, Ринальдо Ботти, Андреа Ландини, Атанасио Бимбаччи. Также заслуживают внимания лепнина, украшающая дверные и оконные рамы.

## Картинная галерея
На первом этаже дворца расположена картинная галерея Корсини (Galleria Corsini), которая представляет собой самую значительную частную коллекцию произведений искусства во Флоренции с образцами итальянской и европейской живописи XV—XVIII веков (другая галерея семьи находится в римском Палаццо Корсини). Среди выставленных картин: работы Филиппо Липпи, Антонелло да Мессины, Джованни Беллини, Луки Синьорелли (Мадонна с Младенцем между святыми Джироламо и Бернардо), Понтормо, Бронзино, Караваджо (Портрет Маффео Барберини), Сальватора Розы, Чиголи, Луки Джордано и других. Коллекция была основана Доном Лоренцо Корсини, племянником папы Климента XII в 1765 году.

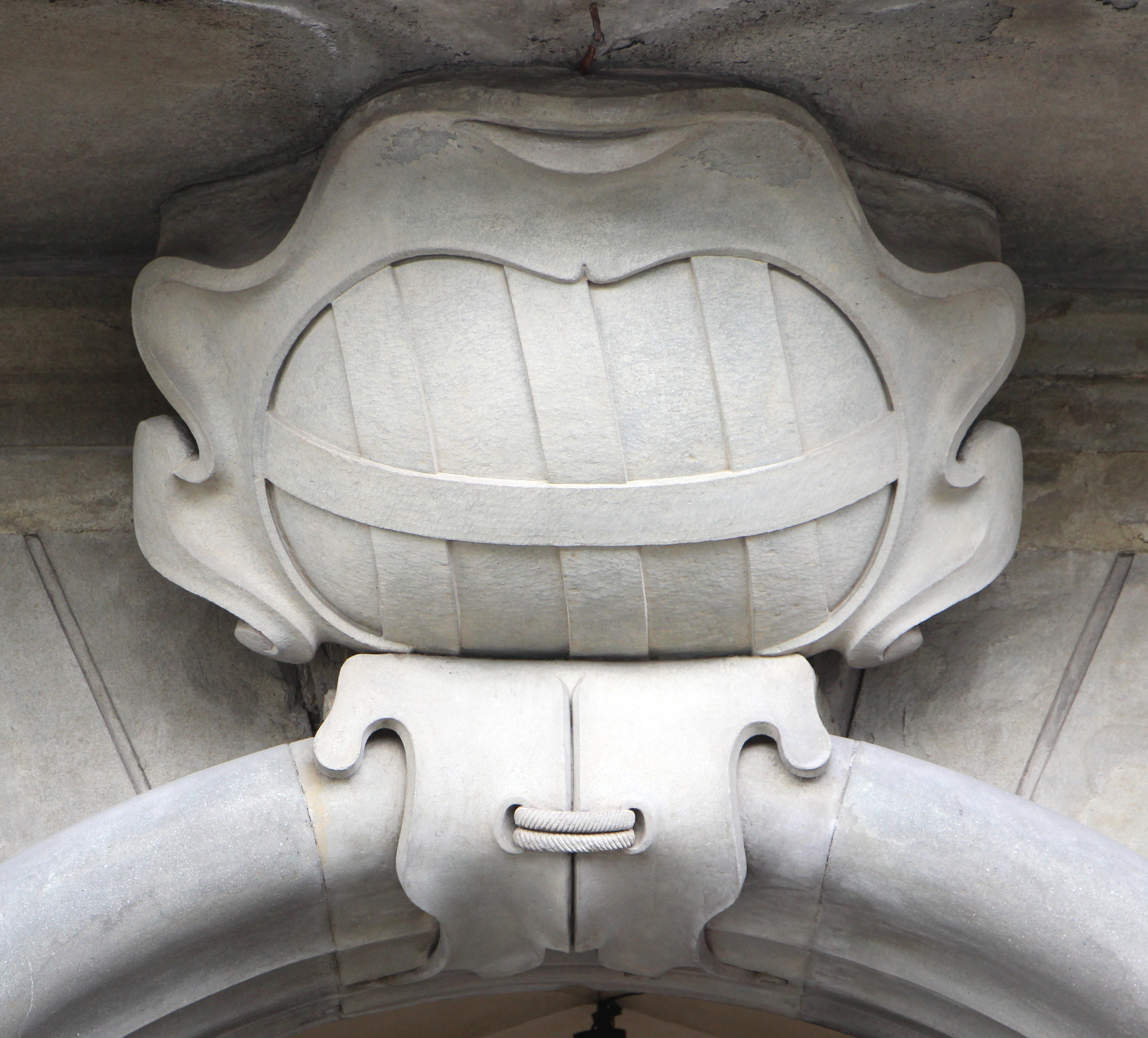
Герб Корсини над порталом дворца
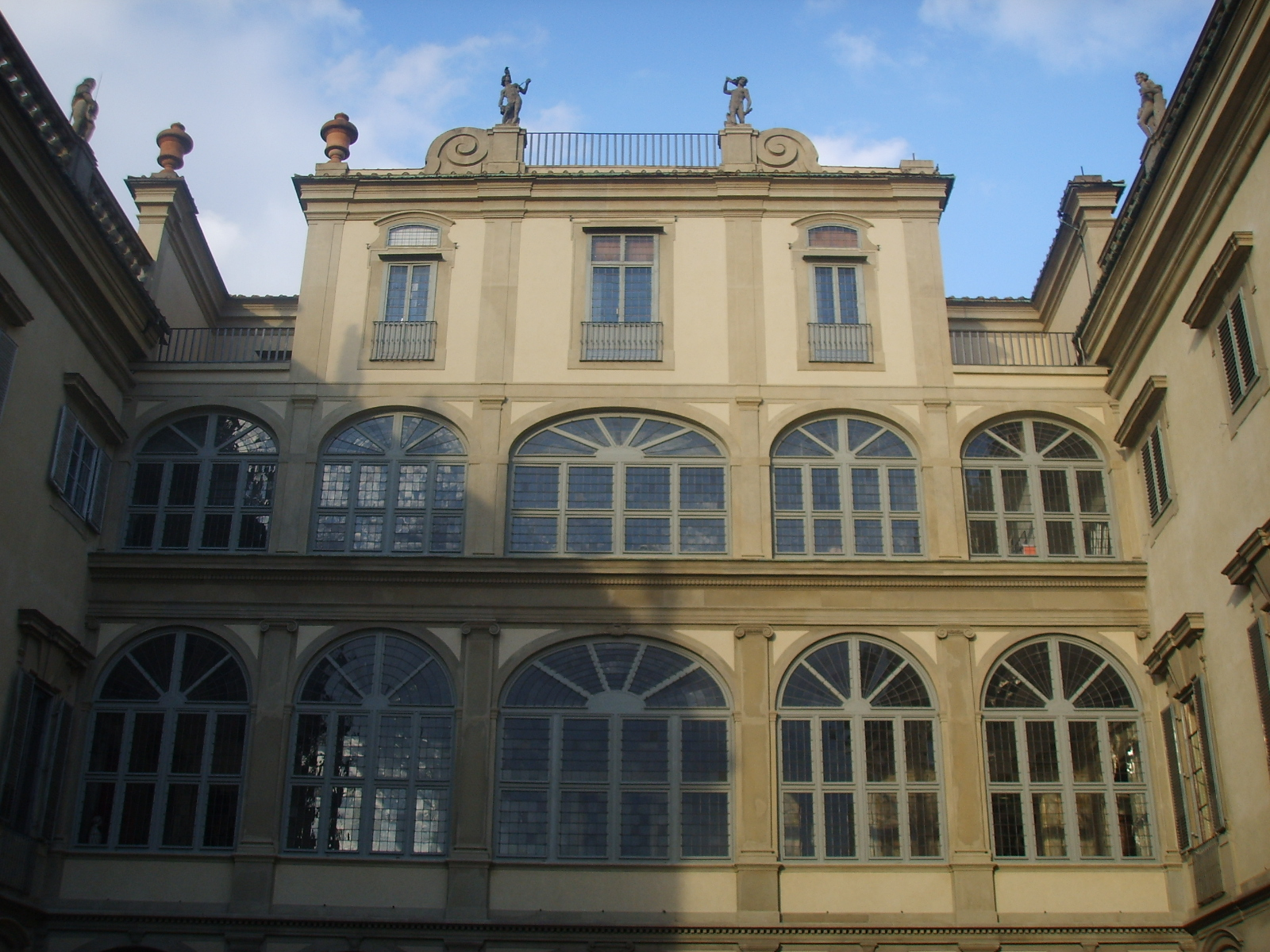
Центральная часть внутреннего фасада
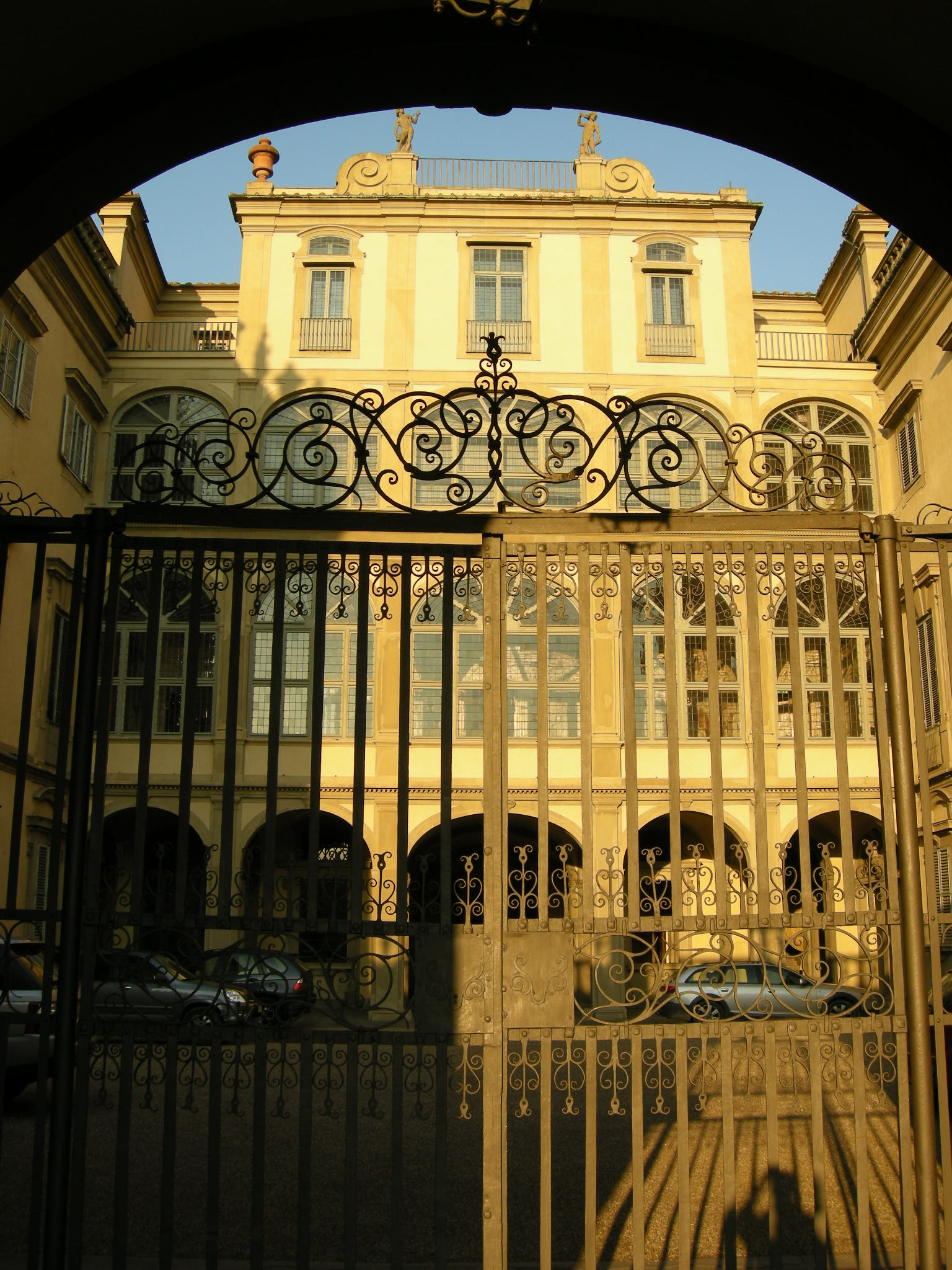
Въезд во двор палаццо
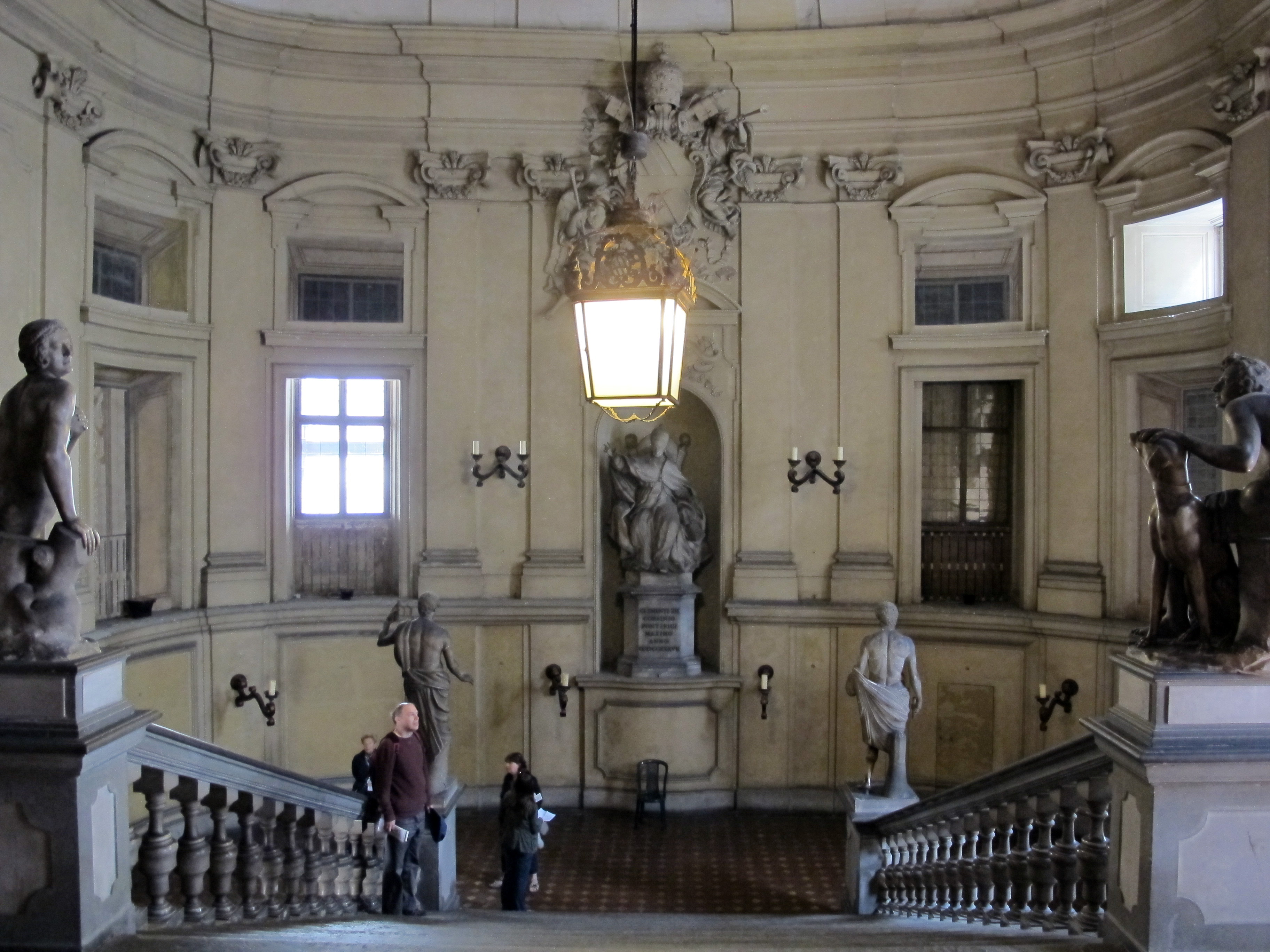
Главная лестница
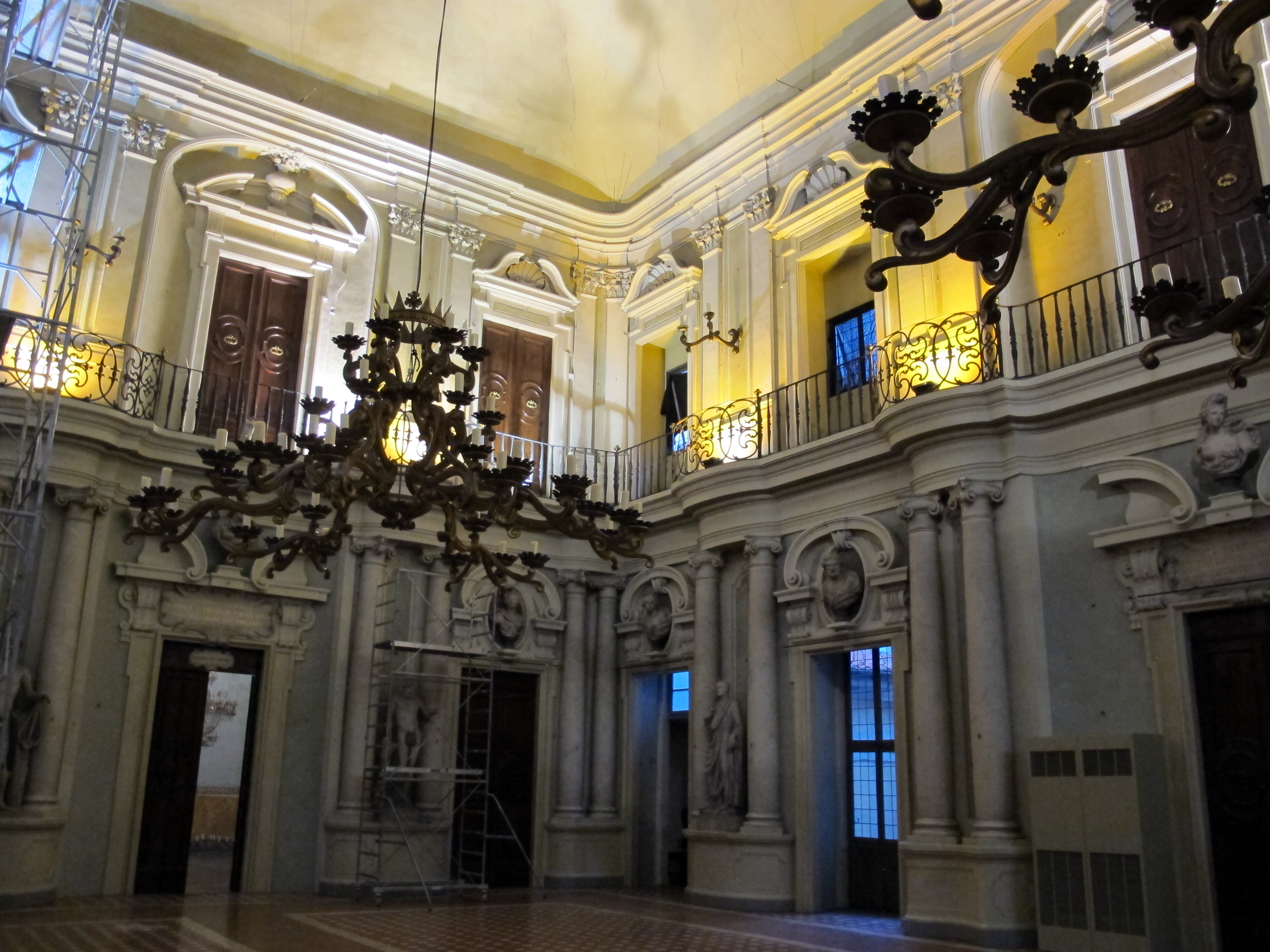
Тронный зал
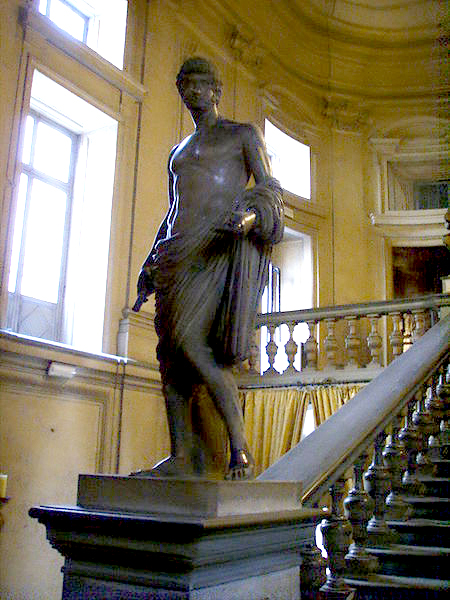
Статуя на лестнице
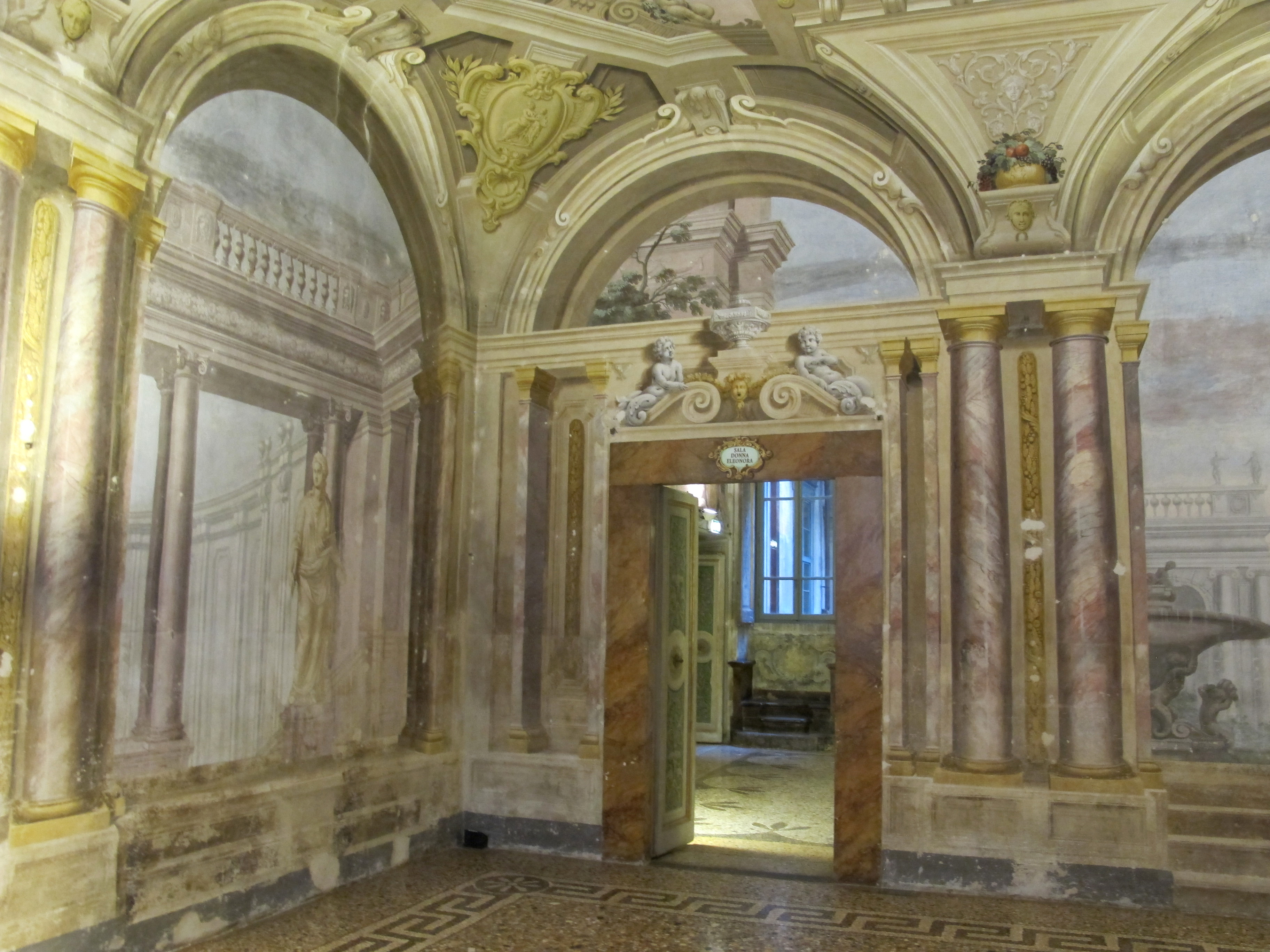
Зал Элеоноры дельи Альбицци. Роспись квадратуры
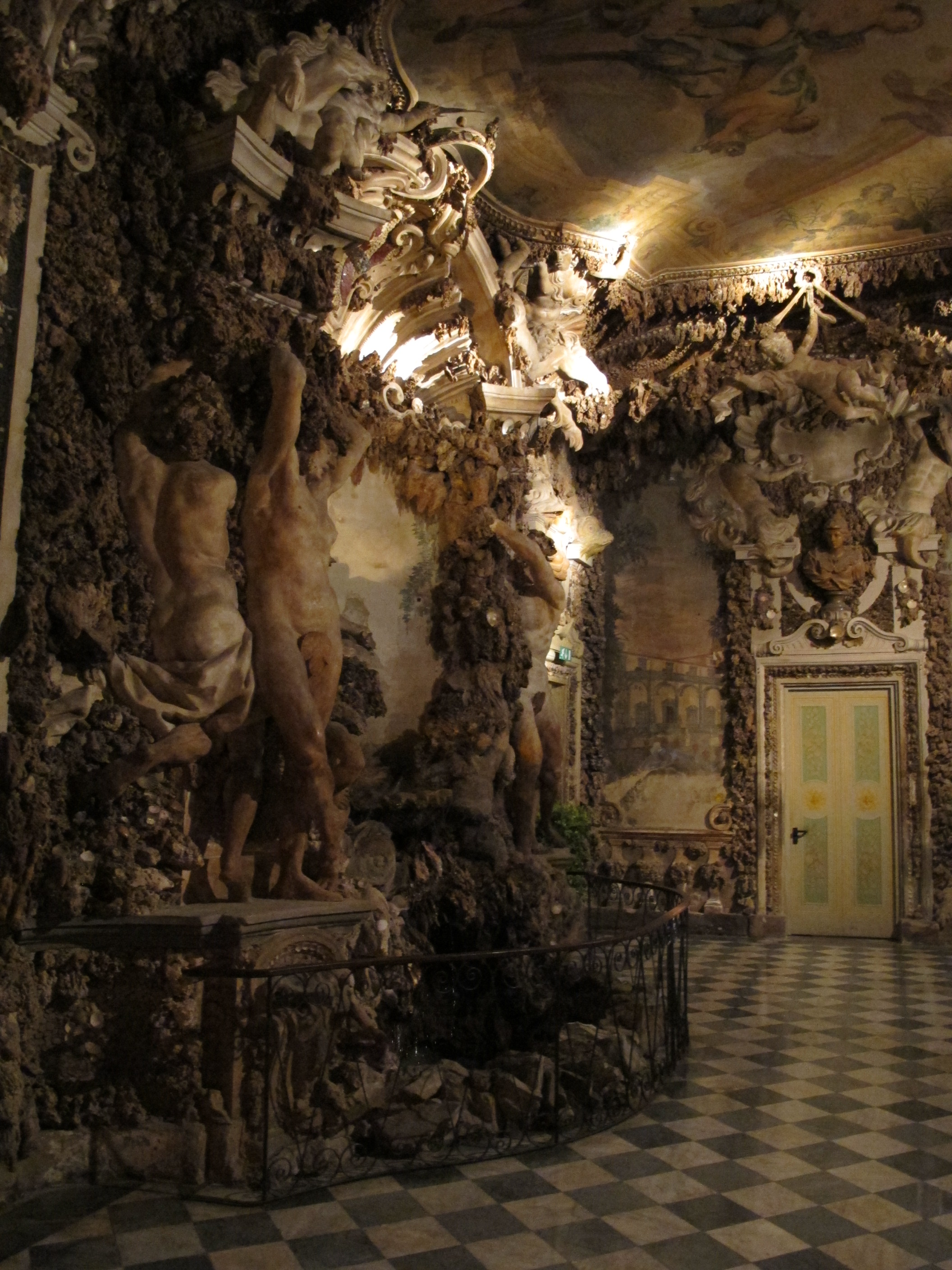
Грот. 1692—1698. Архитектор А. Ферри